# Ellen Mahlke
Ellen Ella Mahlke (* 5. März 1914 in Charlottenburg; † 19. September 1988 in Oldenburg) war eine deutsche Schauspielerin, Hörspielsprecherin und Schauspiellehrerin.

## Leben
Ellen Mahlke wurde als Tochter von Hans Mahlke und dessen Ehefrau Erna in Charlottenburg geboren. Ihr Vater war ordentlicher Professor an der Berliner Hochschule für Musik und 1. Solobratscher an der Berliner Staatsoper. Ihre Mutter war eine angehende Schauspielerin, die aus familiären Gründen ihre Schauspielkarriere aufgegeben hatte. Ihre ältere Schwester war die Tänzerin Vera Mahlke (1913–1982). Ihr Sohn Knut Mahlke (* 1943) wurde Dirigent.
Nach dem Besuch der Schauspielschule in Berlin folgten Theaterengagements in Zwickau, Detmold, am Staatstheater Stuttgart (u. a. in der Spielzeit 1935/36), am Stadttheater Dortmund (Spielzeit 1937/38), am Stadttheater Memel (Spielzeit 1939/40) und am Nationaltheater Mannheim (Spielzeiten 1940/41 und 1941/42). Am Stadttheater Dortmund trat sie 1937 als Peppa (Mündel des Wirts Raffaele) in der Uraufführung der Operette Zauberin Lola von Eduard Künneke auf.
Nach dem Zweiten Weltkrieg folgten Engagements am ehemaligen Fehling-Theater in Berlin (Spielzeit 1946/47; u. a. als Lieschen im Faust neben Joana Maria Gorvin als Gretchen) und am Schloßparktheater Berlin (1946–1950). Weitere Engagements hatte sie am Schillertheater Berlin und an der Volksbühne Berlin im Theater in der Kastanienallee. Dort spielte sie in Lysistrata unter der Regie von Franz Reichert, mit Maria Schanda, Steffie Spira, Ernst Wilhelm Borchert und Arthur Wiesner als weiteren Darstellern.
1946 trat sie, als Partnerin von Hildegard Knef, am Schloßparktheater Berlin in Wie es euch gefällt (Premiere: April 1946, Regie: Boleslaw Barlog) und als Audrey Trowbridge in Drei Mann auf einem Pferd (Premiere: August 1946, Regie: Boleslaw Barlog) von John Cecil Holm und George Abbott auf. Weitere Bühnenrollen Mahlkes am Schloßparktheater Berlin waren Katharina in Der Widerspenstigen Zähmung (Premiere: Januar 1947, Regie: Boleslaw Barlog), Agafia in Die Heirat von Nikolai Gogol (1947) und die Zofe Franziska in Minna von Barnhelm (1948).
Als Hörspielsprecherin arbeitete sie für den RIAS Berlin und den NWDR Berlin. Ab Anfang der 1950er Jahre lebte sie in München, wo sie zunächst als Schauspielerin (u. a. 1953 am Theater Die Kleine Freiheit) auftrat. Gastengagements hatte sie u. a. am Stadttheater Kiel; dort trat sie 1958 als Alte in Die kahle Sängerin (Regie: Hans Niederauer) auf.
Später wirkte sie in München hauptsächlich als Hörspielsprecherin beim Bayerischen Rundfunk und als Schauspiellehrerin, u. a. an der Hochschule für Musik, Theater und Medien Hannover.  Zu ihren Schülern gehörten u. a. Hermann Lause (1963–1965), Gert Voss (1964–1966), Dieter Geißler, Peter Pius Irl, Tilo Prückner, Marianne Groß, Wolfgang Jaroschka, René Schoenenberger, Enrico de Paruta, Johannes Kaetzler und Christoph Moerikofer (1982–1985).
Zu ihren Hörspielarbeiten zählen Einsame Menschen von Gerhart Hauptmann (Bayerischer Rundfunk 1962, als Frau Lehmann); Träume von Günter Eich (Bayerischer Rundfunk 1964);  Leben und Ansichten von Tristram Shandy, Gentleman (Bayerischer Rundfunk/SDR 1986) und Ball verkehrt oder Großer Schwof in Serners Tanzpalais. Ein Hörspiel für die reife Jugend in diversen Modetänzen von Walter Serner (Bayerischer Rundfunk 1987).
Mahlke wirkte auch in einigen wenigen Filmrollen mit, so in einer Nebenrolle als Frau Scholz in dem Kinofilm Lina Braake (1975), mit Lina Carstens in der Hauptrolle. In der ARD-Fernsehserie MS Franziska (1978) hatte sie als Tante Martha eine durchgehende Seriennebenrolle.
Zuletzt lebte Ellen Mahlke in Oldenburg. Sie starb 1988 im dortigen Klinikum.

## Filmografie (Auswahl)
- 1961: Inspektor Hornleigh greift ein… – Mord ohne Motiv
- 1975: Lina Braake (Kinofilm)
- 1978: MS Franziska (Fernsehserie; Seriennebenrolle)
- 1979: Parole Chicago (Fernsehserie)